# Buju Banton
Buju Banton (született Mark Anthony Myrie, Kingston, 1973. július 15. –) Jamaicai dancehall-, ragga- és reggae-énekes, producer.

## Lemezei
- 2006 - Too Bad
- 2004 - Buju and Friends
- 2003 - Friends For Life
- 2002 - Want It
- 2002 - The Voice of Jamaica
- 2002 - The Best of Buju Banton
- 2002 - It's All Over
- 2001 - Ultimate Collection
- 2001 - Live in Panama
- 2001 - The Early Years (90-95)
- 2000 - Unchained Spirit
- 2000 - Live at Summer Jam
- 2000 - Flames Of Freedom
- 2000 - Dubbing with the Banton
- 1998 - Quick
- 1997 - Inna Heights
- 1997 - Rudeboys Inna Ghetto
- 1997 - Chanting Down The Walls Of Babylon
- 1995 - 'Til Shilo
- 1993 - Voice Of Jamaica
- 1992 - Mr. Mention
- 1991 - Stamina Daddy